# ¿Qué fue del Sr. Cha?
¿Qué fue del Sr. Cha? es una película de comedia surcoreana de 2021 dirigida y escrita por Dong-kyu Kim y protagonizada por Cha In-pyo y Jae-Ryong Song.

## Sinopsis
Cha In-Pyo fue una vez un actor famoso, pero ahora apenas es relevante. Se niega a aceptar la realidad incluso cuando ocurre un desastre.

## Reparto
- Cha In-pyo como Cha In-Pyo
- Song Jae-ryong como A-Ram
- Jo Jan-Joon
- Cho Dal-hwan
- Song Duk-ho como Jung-ho.